# 에키바스투즈

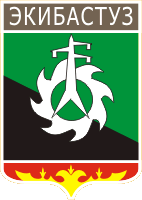
문장

에키바스투즈(카자흐어: Екібастұз / Ekibastuz, 러시아어: Экибастуз)는 카자흐스탄 동북부에 위치한 파블로다르 주의 마을이다. 2007년 기준으로 인구가 141,000명에 이르렀다. 이곳에는 에키바스투즈 공항이 있다.

## 굴락
이곳에는 소련이 1920년대부터 1950년대까지 관할한 굴락 시스템의 주요 강제 노동 수용소가 위치해 있다. 알렉산드르 솔제니친은 이 수용소를 관장하였다.

## GRES-2 화력 발전소

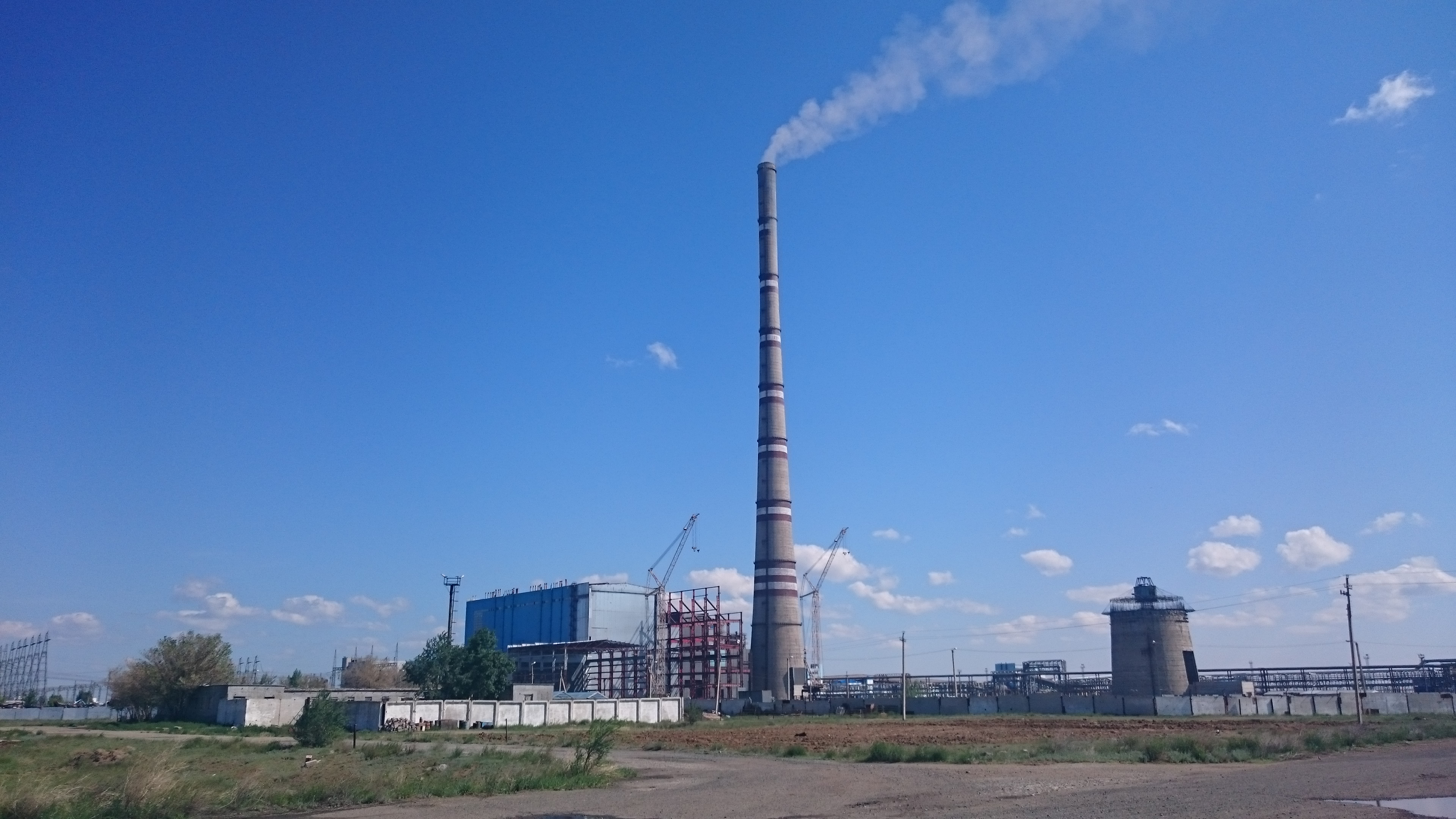
GRES-2 화력 발전소의 모습

이곳에는 GRES-2 화력 발전소가 위치해 있다. 이 화력 발전소의 굴뚝은 세계에서 가장 높은 굴뚝으로, 높이가 무려 419.7 m에 이른다.

## 참조
- (카자흐어) 에키바스투즈 시의 공식 사이트